# Amphineurus ochroplaca
Amphineurus ochroplaca är en tvåvingeart som beskrevs av Alexander 1925. Amphineurus ochroplaca ingår i släktet Amphineurus och familjen småharkrankar. Inga underarter finns listade i Catalogue of Life.